# Judith van Schweinfurt
Judith van Schweinfurt ook bekend als Jutka of Jitka (geboren voor 1003 - 2 augustus 1058) was van 1034 tot 1055 hertogin-gemalin van Bohemen.

## Levensloop
Ze was de dochter van markgraaf van Nordgau Hendrik van Schweinfurt en Gerberga van Gleiberg. 
Via een huwelijk met Judith wilde het huis Přemysliden dat Bohemen regeerde in 1020 een alliantie vormen met het huis Babenberg dat Oostenrijk regeerde. Het probleem was dat hertog Oldřich van Bohemen slechts één huwbare zoon had, Břetislav. Břetislav was echter een buitenechtelijke zoon, waardoor hij niet met de hooggeboren Judith kon trouwen en er dus geen alliantie met Oostenrijk kon gevormd worden. Břetislav loste het probleem op door Judith uit een klooster in Schweinfurt te ontvoeren. Hij werd nooit gestraft voor deze daad en kort nadien vond hun huwelijk plaats. Ze kregen minstens vijf kinderen:
- Spythiněv II (1031-1061), van 1055 tot 1061 hertog van Bohemen
- Vratislav II (circa 1035 - 1092), van 1061 tot 1086 hertog en van 1086 tot 1092 koning van Bohemen
- Koenraad I (circa 1035 - 1092), van 1054 tot 1092 hertog van Znojmo en enkele maanden in 1092 hertog van Bohemen
- Otto I (gestorven in 1087), van 1054 tot 1061 hertog van Brno en van 1061 tot 1087 hertog van Olomouc.
- Jaromír (circa 1040 - 1090), bisschop van Praag.

Omdat haar oudste zoon Spythiněv tien jaar na haar huwelijk is geboren, beweren sommige historici dat haar ontvoering uit het klooster van Schweinfurt pas in het jaar 1029 plaatsvond. Het kan natuurlijk ook dat ze samen met Břetislav enkele dochters kreeg voor de geboorte van Spythiněv, maar dat is niet bekend. 
Toen haar zoon Spythiněv in 1055 de Boheemse troon betrad, verliet Judith Bohemen en verhuisde ze naar Hongarije. Daar zou ze getrouwd zijn met de vroegere koning van Hongarije Peter Orseolo, die in 1046 was afgezet, hoewel dit waarschijnlijk niet klopt. In 1058 stierf ze, waarna ze werd begraven in de Sint-Vituskathedraalvan Praag.